# Jean-Guy Mercier
Pour les articles homonymes, voir Mercier.
Jean-Guy Mercier, né le 16 septembre 1943 à Montréal, est un journaliste, enseignant, agriculteur et homme politique québécois. Il est député de la circonscription de Berthier de 1976 à 1981, sous la bannière du Parti québécois.

## Biographie
Né le 16 septembre 1943 à Montréal, Jean-Guy Mercier est le fils de Jean-Paul Mercier, fonctionnaire fédéral, et d'Yvette Lapierre. Il étudie à l'École des hautes études commerciales (HEC), ainsi qu’à l'Université de Montréal. Il obtient un baccalauréat en sciences commerciales et une licence en administration du personnel. Pendant son parcours scolaire, il suit également des cours en droit et en pédagogie.
Mercier occupe de nombreux emplois au cours de sa carrière. Il est notamment journaliste au quotidien L'Évangéline de Moncton en 1965, professeur, contrôleur des finances dans une imprimerie de Montréal, administrateur adjoint à la Commission des écoles catholiques de Montréal de 1971 à 1975 et à la Commission scolaire Le Gardeur de 1973 à 1975, propriétaire d'une ferme spécialisée dans l'élevage des animaux de boucherie à Saint-Sulpice, officier cadet de l'Aviation royale du Canada, ainsi que membre du conseil d'administration du Syndicat des producteurs agricoles du Portage.

## Carrière politique
En politique, il est président du Rassemblement pour l'indépendance nationale dans la circonscription de Gouin de 1967 à 1969, membre de l'exécutif du Parti québécois dans cette circonscription en 1969, puis dans L'Assomption de 1974 à 1976. En 1976, il est élu député péquiste à l'Assemblée nationale du Québec de la circonscription de Berthier. Il est par la suite défait en 1981. Il se présente à l’élection partielle fédérale de 1981 dans la circonscription de Joliette, mais il est battu par Roch La Salle.
Après sa carrière politique, il est devenu agriculteur. Il est également candidat de l'Alliance canadienne dans Saint-Maurice et du Parti conservateur dans la circonscription de Trois-Rivières où il est défait respectivement en 2000 et en 2004.